# Thamnobryum rudolphianum
Thamnobryum rudolphianum là một loài rêu trong họ Neckeraceae. Loài này được Mastracci mô tả khoa học đầu tiên năm 2004.